# مضخة إطفاء حريق
مضخة إطفاء الحريق، هي الجزء الحيوي من نظام نظام الرش الآلي الذي يغذي مرشات مكافحة الحريق، وتعمل هذه المضخات عن طريق تغذيتها بالكهرباء أو الديزل أو البخار. 

عادة ما يكون خط السحب للمضخة متصل بمصدر ثابت للمياه (خزان مياه، بحيرة،...). وظيفة المضخة هو إيصال تيار مائي بضغط عالٍ إلى الصواعد المتصلة بالمرشات المائية وخراطيم إطفاء الحريق. 

يجري فحص واختبار مضخات الحريق من قبل وكالات عالمية مصرّح لها مثل UL أو FM.

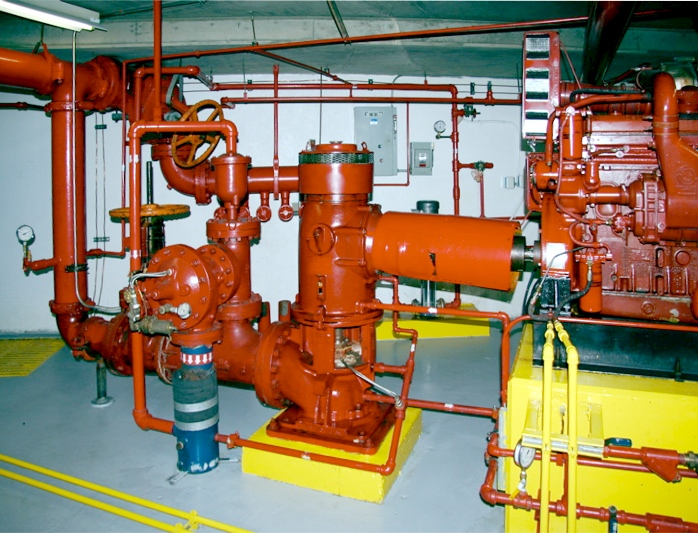
مضخة حريق (توربين) موصولة بمحرك ديزيل

## التشغيل
قد يتم إمداد مضخات الحريق بالطاقة إما عن طريق محرك كهربائي أو محرك ديزل أو في بعض الأحيان عن طريق التوربينات البخارية.
تبدأ مضخة الحريق بالعمل عندما ينخفض الضغط في نظام الرش الآلي بشكل ملحوظ. فعندما يتعرض واحد أو أكثر من مرشات مكافحة الحريق للتسخين فوق درجة حرارة تصميمها، يفتح تلقائيا ويسمح للمياه بالمرور من خلاله، كما أن فتح بكرات خراطيم المياه أو وصلات مكافحة الحرائق الأخرى، يسبب في انخفاض الضغط بشكل رئيسي في شبكة مواسير مكافحة الحرائق.

## كيفية العمل
- عند حدوث حريق، تبدأ المضخة المساعدة (jokey pump) بالعمل لتعويض الفقد في الضغط في الشبكة و نظراً للانخفاض الكبير للضغط في الشبكة وزيادة كمية السريان المطلوبة لا تستطيع المضخة أن توفر الاحتياجات فتتوقف عن العمل و تبدأ المضخة الكهربائية الرئيسة بالعمل.
- تبدأ المضخة الكهربائية الرئيسة بالعمل و تعطى السريان والضغط المراد في الشبكة حتى تتوقف إذا حققت المراد منها.
- في حالة فشل المضخة الكهربائية في توفير الضغط والسريان للشبكة أو انقطاع الكهرباء، تبدأ مضخة الديزل في العمل ولا تتوقف ابداً إلا يدوياً

## أنواع مضخات الحريق
- المضخة المساعدة : jokey pump و تكون صغيره في الحجم و تعطى سريان من 10 إلى 15 % من السريان شبكه الحريق وتعطى ضغط عالٍ و هي عادة ما تكون من نوع مضخات الطرد المركزي متعددة المراحل صغيرة multistage والغرض منها تعويض اى فقد في الشبكة يينتج عن التسريب leakage.
- المضخة الكهربائية الرئيسية: electrical Duty pump عادة ما تكون (مضخة طرفية السحب) أو (مضخة منفصلة أفقيا) horizontal split case or end suction على حسب الحسابات الهيدروليكية.
- مضخة الديزيل: diesel engine و الغرض منها العمل عند انقطاع الكهرباء عن المبنى و هي لها نفس الضغط و السريان المطلوب في الشبكة